# 蒸汽重整
蒸汽重整（英語：steam reforming），也称作水蒸气转化、蒸汽重組，是一种从烃类燃料（如天然气）中生产氢、一氧化碳或其他产物的方法。该过程是在称为重整炉或重整器的装置中，令蒸汽在高温下与化石燃料反应而实现。甲烷的蒸汽重整在工业中被广泛用于製取氢气。小尺寸重整炉的开发也是目前热门的研发课题，用类似的技术来製取氢气，作为燃料电池的原料；这种供应燃料电池的小型蒸汽转化单位通常使用甲醇，但其他燃料如丙烷、汽油、液化石油气、柴油和乙醇等也在考虑范围内。

## 工业重整
天然气的蒸汽重整，有时被称为蒸汽甲烷重整（steam methane reforming，SMR），是工业中大量生产氢气最常用的方法，大约占世界总产量（1998年为5000亿立方米）的95%。在工业中，氢气被用于合成氨和其他化学品。在高温（700－1100 °C）和金属基催化剂（镍）催化的条件下，水蒸气与甲烷反应产生一氧化碳和氢气。
CH4 + H2O ⇌ CO +3 H2
催化剂应当具有高的比表面积，因为在高的工作温度下反应气体的扩散是限制速率的因素。常见的催化剂载体形状包括有辐条的车轮、齿轮、有孔的环等。除了表面积较大，这些形状设计所带来的压降也较小，这是在反应炉环境中有利的。
在较低温度下（以及铜或铁催化剂的催化下），一氧化碳和水蒸气会发生“水煤气变换”（water-gas shift）反应，可以得到更多的氢气：
CO + H2O ⇌ CO2 + H2
第一个反应是强烈吸热的（ΔHr=206kJ/mol），第二个反应是轻度放热的（ΔHr=-41kJ/mol）。
美国每年生产的900万吨的氢，大多是通过天然气的蒸汽重整。在2014年，全世界氨产量为1.44亿公噸，其使用的氢大多数来自蒸汽重整。
这个蒸汽重整过程与煉油廠中石腦油的催化重整是相当不同的，不可混淆，后者也会生成大量的氢，但同时还有高辛烷值的汽油。
天然气蒸汽重整的效率约为65至75%。

## 内燃机的燃料重整
火炬气和挥发性有机物的排放，是海上和岸上的石油和天然气行业的已知问题，因为排放了不必要的温室气体进入大气。内燃机的燃料重整就是使用蒸汽重整技术，将上述的“废气”转化为能源的过程。
在该过程中，低质量的非甲烷烃类（NMHCs）气体先转化为合成气（H2 + CO），最终变为甲烷（CH4）、二氧化碳（CO2）和氢（H2），从而改善气体燃料质量（所谓“甲烷数”）。
与传统的蒸汽重整不同，该过程的工作温度较低、蒸汽供量较少，因此在产物气体中能有较高含量的甲烷（CH4）。主要的反应为：
蒸汽重整：

　CnHm + nH2O ⇌ nCO + (n+m⁄2)H2
甲烷化：

　CO + 3H2 ⇌ CH4 + H2O
水煤气变换：

　CO + H2O ⇌ CO2 + H2

## 燃料电池的燃料重整

### 优势
气态碳氢化合物的蒸汽重整是一种给燃料电池提供燃料的方式。车载重整的基本思路是，用甲醇（或其他燃料）罐和一个蒸汽重整单位，取代现有的大体积、高压的氫氣箱。这可能会减少氫動力汽車现有的分配问题；但市场上的主要厂家都放弃了车载重整的思路，因为太不切实际（重整反应温度过高，见上文）。

### 缺点
重整炉-燃料电池系统仍处于研究阶段，因此在短期内，汽车等动力类能源需求将继续使用现有的燃料（天然气、汽油、柴油等）。在全球变暖的现状下，使用这些燃料製取氢是否有益，是一个火热的辩论话题。化石燃料的重整并不能完全避免二氧化碳排放到大气中，但是相比燃烧传统燃料，提高了能源效率，减少了二氧化碳排放，并且几乎消除了一氧化碳的排放（水煤气转化成为氢气，或者在SOFC中本身就是反应物）。重要的是，通过把二氧化碳的排放集中到少数的“点”（蒸汽重整厂）而不是分散在社会各处，碳捕集与封存成为可能，真正防止二氧化碳排放到大气中，虽然这将增加生产成本。
通过重整化石燃料生产的氢气的成本，取决于其生产规模、重整器的固定成本和单位的效率，因此尽管氢气在工业规模的成本可能只有每公斤几美元，但在燃料电池所需的较小的规模下，仍可能较为昂贵。

### 当前的挑战
目前，该技术面临如下几个挑战：
- 重整的反应发生在高温下，因此启动缓慢，并需要昂贵的高温的材料。
- 燃料中的含硫化合物会钝化某些催化剂，使得普通汽油难以作为这种系统的原料。一些新研发的耐硫的催化剂可以克服这一困难。
- 低温聚合物燃料电池膜中可能会被重整产生的一氧化碳（CO）钝化，使得必须包括复杂的去除系统。固態氧化物燃料電池（SOFC）以及熔融碳酸盐燃料电池（英语：molten carbonate fuel cell）（MCFC）没有这个问题，但在较高的温度下工作，启动时间长，并需要昂贵的材料和庞大的隔热结构。
- 该过程的热力效率在70%和85%之间（低热值），取决于氢的纯度。